# Ceratina jejuensis
Ceratina jejuensis là một loài Hymenoptera trong họ Apidae. Loài này được S. Lee mô tả khoa học năm 2005.